# Запрудское
Запрудское — село Каширского района Воронежской области.
Административный центр Запрудского сельского поселения.

## История
Село Запрудское, которое изначально называлось Мещевским, начало заселяться в 1770 году на землях, отчужденных у Троицкого монастыря. Из села Запрудского Мещевского уезда Калужской губернии было переселено до 200 ревизских душ. Они были прикреплены к приходской церкви села Красный Лог. Через 12 лет в 1782 году в Запрудском был 81 двор, мужчин - 246, женщин - 157, всего 403 человека. В 1816 году имелось 139 дворов, мужчин - 582, женщин - 650, всего 1232 человека
Согласно справочника 1900 года село Запрудское Можайской волости Воронежской губернии расположено в 50 верстах от города Воронежа и 12 верстах от села Запрудское по левую сторону Новочеркасского тракта при реке Красный Лог. Село насчитывало 430 дворов, в которых проживало 2670 человек, население великороссы, надельной земли 4270 десятин. В селе имелось: церковь одна, общественное здание (сборная) одна, земская школа и школа грамоты, 8 маслобоен, 28 ветряных мельниц, 4 зернорушки, винная лавка, 2 чайные и 4 мелочные лавки. К 1910 году в селе было 795 дворов и проживало 3346 человек, имелось 27 промышленных заведений, в том числе 1 паровая мельница. В земской школе училось 65 мальчиков и 7 девочек, в школе грамоты 3 мальчика и 20 девочек
В селе Запрудское в 1917 году была установлена Советская власть. В революцию и гражданскую войну погибло 15 жителей села.
В 1929 году в Запрудском началась коллективизация и закончилась в 1930 году. В селе было образовано 5 колхозов:
- колхоз имени Ворошилова,
- Колхоз имени Буденного,
- Колхоз "13 лет Октября",
- Колхоз "Доброволец",

- Колхоз "РККА".

Село Запрудское входило в Лево-Россошанский район. В 1937 году Лево-Россошанский район был разукрупнен, село Запрудское вошло в Каширский район.
В 1941 году село Запрудское проводило на фронт 245 своих жителей, из которых погибло 195 человек. Имена их увековечены на памятнике погибшим воинам. 
В 1952 году колхозы имени Буденного и имени Ворошилова были объединены в колхоз имени Ворошилова.
В 1957 году все колхозы, расположенные на территории села Запрудское были преобразованы в совхоз и присоединены к совхозу "Степной", являясь его третьим и четвертыми отделениями. В 1968 году совхоз «Степной» был разукреплен и в результате этого в селе Запрудском образовался совхоз "Запрудненский". В административном отношении он входил сначала в Новоусманский район, а затем в Каширский район.
В настоящее время в селе Запрудское 900 жителей
Количество национальностей, населяющих территорию муниципалитета - 2. Язык общения в быту - русский. Удельный вес русского населения - 99,9 %. Основные промыслы и ремесла, виды занятий населения - животноводство, сельское хозяйство.
Памятные даты  - День села.( проводится в день Святой Троицы). 

## География

### Улицы
- ул. Ленина,
- ул. Мира,
- ул. Молодёжная,
- ул. Октября,
- ул. Победы,
- ул. Свободы,
- ул. Советская,
- ул. Совхозная,
- ул. Трудовая,
- ул. Юбилейная.

## Население
| 1859 | 1897  | 2010 | 2012 | 2013 | 2014 | 2015 |
| ---- | ----- | ---- | ---- | ---- | ---- | ---- |
| 1720 | ↗2674 | ↘768 | ↘757 | ↘738 | ↘733 | ↘708 |
| 2016 | 2017  | 2018 |      |      |      |      |
| ↘702 | ↘686  | ↘683 |      |      |      |      |